# Spilosoma hongkongensis
Spilosoma hongkongensis là một loài bướm đêm thuộc phân họ Arctiinae, họ Erebidae.